# Campeonato Pan Continental de Curling
El Campeonato Pan Continental de Curling es una competición internacional de curling para países que no pertenecen a Europa. Es realizado desde 2022 por la Federación Mundial de Curling (WCF).

## Torneo masculino

### Ediciones
| Núm. | Año  | Sede                       | Oro    | Plata         | Bronce         |
| ---- | ---- | -------------------------- | ------ | ------------- | -------------- |
| I    | 2022 | Calgary · ( Canadá)        | Canadá | Corea del Sur | Estados Unidos |
| II   | 2023 | Kelowna · ( Canadá)        | Canadá | Corea del Sur | Japón          |
| III  | 2024 | Lacombe · ( Canadá)        | China  | Japón         | Estados Unidos |
| IV   | 2025 | Virginia ( Estados Unidos) |        |               |                |

### Medallero histórico
- Actualizado a Lacombe 2024.

| Núm. | País           | Oro | Plata | Bronce | Total |
| ---- | -------------- | --- | ----- | ------ | ----- |
| 1    | Canadá         | 2   | 0     | 0      | 2     |
| 2    | China          | 1   | 0     | 0      | 1     |
| 3    | Corea del Sur  | 0   | 2     | 0      | 2     |
| 4    | Japón          | 0   | 1     | 1      | 2     |
| 5    | Estados Unidos | 0   | 0     | 2      | 2     |
|      | TOTAL          | 3   | 3     | 3      | 9     |

## Torneo femenino

### Ediciones
| Núm. | Año  | Sede                       | Oro           | Plata         | Bronce         |
| ---- | ---- | -------------------------- | ------------- | ------------- | -------------- |
| I    | 2022 | Calgary · ( Canadá)        | Japón         | Corea del Sur | Canadá         |
| II   | 2023 | Kelowna · ( Canadá)        | Corea del Sur | Japón         | Estados Unidos |
| III  | 2024 | Lacombe · ( Canadá)        | Canadá        | Corea del Sur | China          |
| IV   | 2025 | Virginia ( Estados Unidos) |               |               |                |

### Medallero histórico
- Actualizado a Lacombe 2024.

| Núm. | País           | Oro | Plata | Bronce | Total |
| ---- | -------------- | --- | ----- | ------ | ----- |
| 1    | Corea del Sur  | 1   | 2     | 0      | 3     |
| 2    | Japón          | 1   | 1     | 0      | 2     |
| 3    | Canadá         | 1   | 0     | 1      | 2     |
| 4    | China          | 0   | 0     | 1      | 1     |
| 4    | Estados Unidos | 0   | 0     | 1      | 1     |
|      | TOTAL          | 3   | 3     | 3      | 9     |